# Gerechtelijk tweegevecht

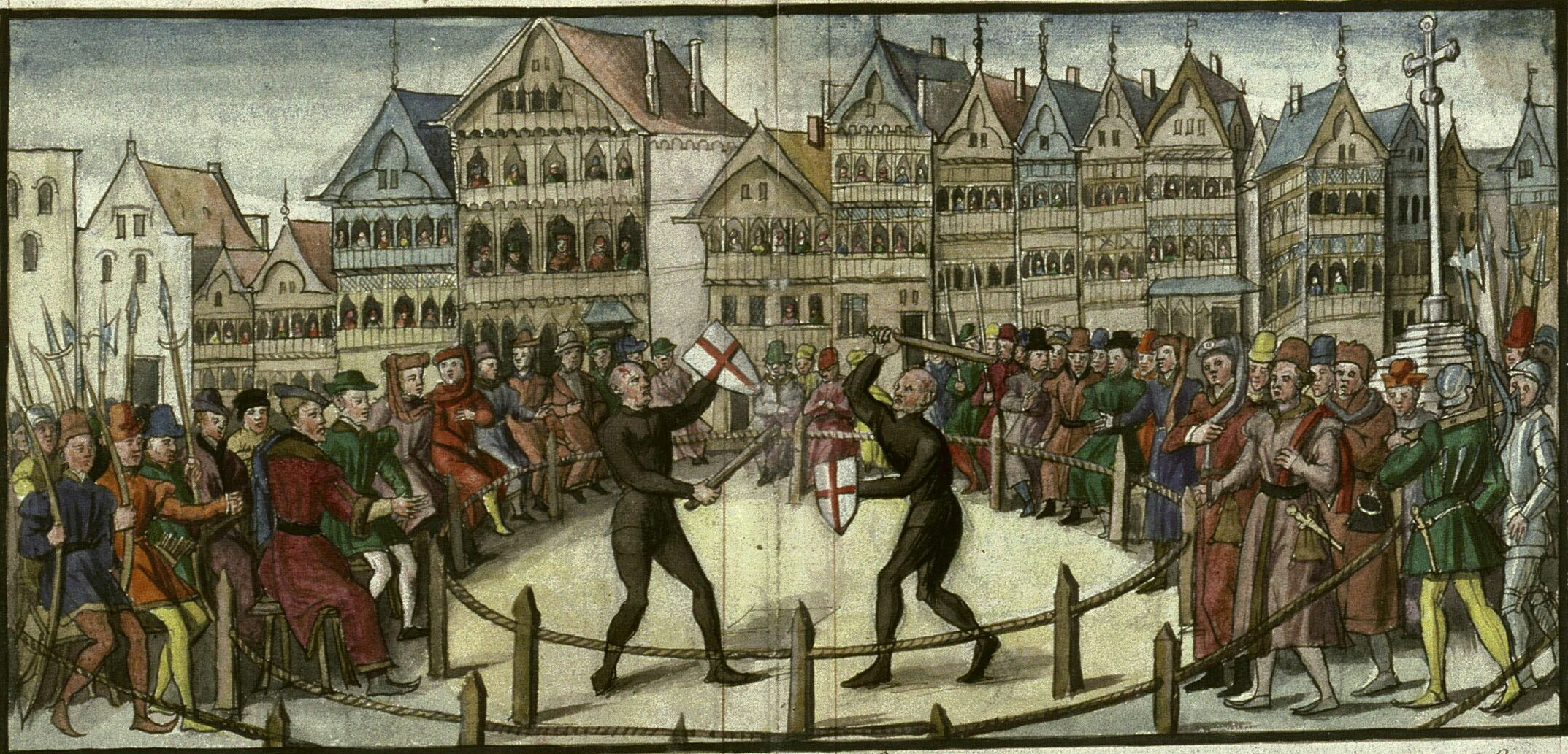
Gerechtelijk tweegevecht in 1455 in Valenciennes tussen de burgers Mathieu Cocquiel en Jacotin Plouvier (16e-eeuwse miniatuur)

Het gerechtelijk tweegevecht (Latijn: duellum) valt in de middeleeuwse rechtspraak onder het godsoordeel. De twee tegenpartijen of hun plaatsvervangers gaan een tweegevecht aan met behulp van een zwaard, een stok of een ander gekozen wapen. Het gerechtelijk tweegevecht heeft als doel om de schuldige vast te stellen en dient niet als straf. De verliezer is de schuldige en zal vervolgens berecht worden. 
Vooral in de vroege middeleeuwen werd het tweegevecht toegepast als bewijsmiddel. Door de opkomende handel raakte het geleidelijk in onbruik. Stedelingen werden soms expliciet door keuren vrijgesteld van duelplicht, bv. in Ieper (1116), Sint-Omaars (1128) en Luik (1208).

## Oorsprong
De oorsprong van het tweegevecht gaat terug naar de Grieken in de klassieke oudheid. In de Ilias van Homerus komt het tweegevecht voor tussen Ajax (Achaeërs) en Hektor (Trojanen) die in opdracht van Athena en Apollo elkaar hebben uitgedaagd. Tijdens de Panhelleense Spelen, waarvan de Olympische Spelen de bekendste zijn, werden ook sportieve tweegevechten gehouden. Voorbeelden zijn worstelen, boksen of pankration (een combinatie tussen worstelen en boksen).
Het tweegevecht, of varianten daarop, komen vooral voor in de Chinese en Germaanse culturen, maar de Arabieren waren eveneens bekend met het tweegevecht. In de Slag bij Badr versloeg Mohammed in 624 (na Chr.) de Qoeraisj. De slag zou gewonnen zijn door middel van tweegevechten in groepen van drie. Een dergelijk voorbeeld vinden we volgens Gregorius van Tours, ook terug in een slag in Galicië tussen de Vandalen en Alemannen, waarbij de Vandalenkoning Thrasamund (450 – 523 n.Chr.) (getrouwd met de zuster van Theodorik de Grote) oproept om de oorlog te beëindigen door een tweegevecht.  De Vandalen verliezen de slag en trekken zich terug naar het zuiden. Ook Theodorik de Grote zou volgens de Kronieken van Fredegar (zevende eeuw) bij de slag van Quierzy aan de Oise een dergelijk tweegevecht hebben geprevaleerd boven een veldslag.
In de zestiende eeuw probeert Keizer Karel V de koning Frans I van Frankrijk tot tweemaal toe uit te dagen, maar Frans I pakte de handschoen niet op.

## Hedendaags gebruik
In onze westerse maatschappij is een gerechtelijk tweegevecht als rechtsmiddel of bewijsmateriaal niet meer aan de orde, maar sportieve tweegevechten bestaan nog steeds. Bekende sporten waarbij twee tegenstanders het tegen elkaar opnemen zijn onder meer boksen, judo en worstelen. In onze tijd zijn deze sportieve tweegevechten een vast onderdeel van de hedendaagse Olympische Spelen.